# Lepanthes calodictyon

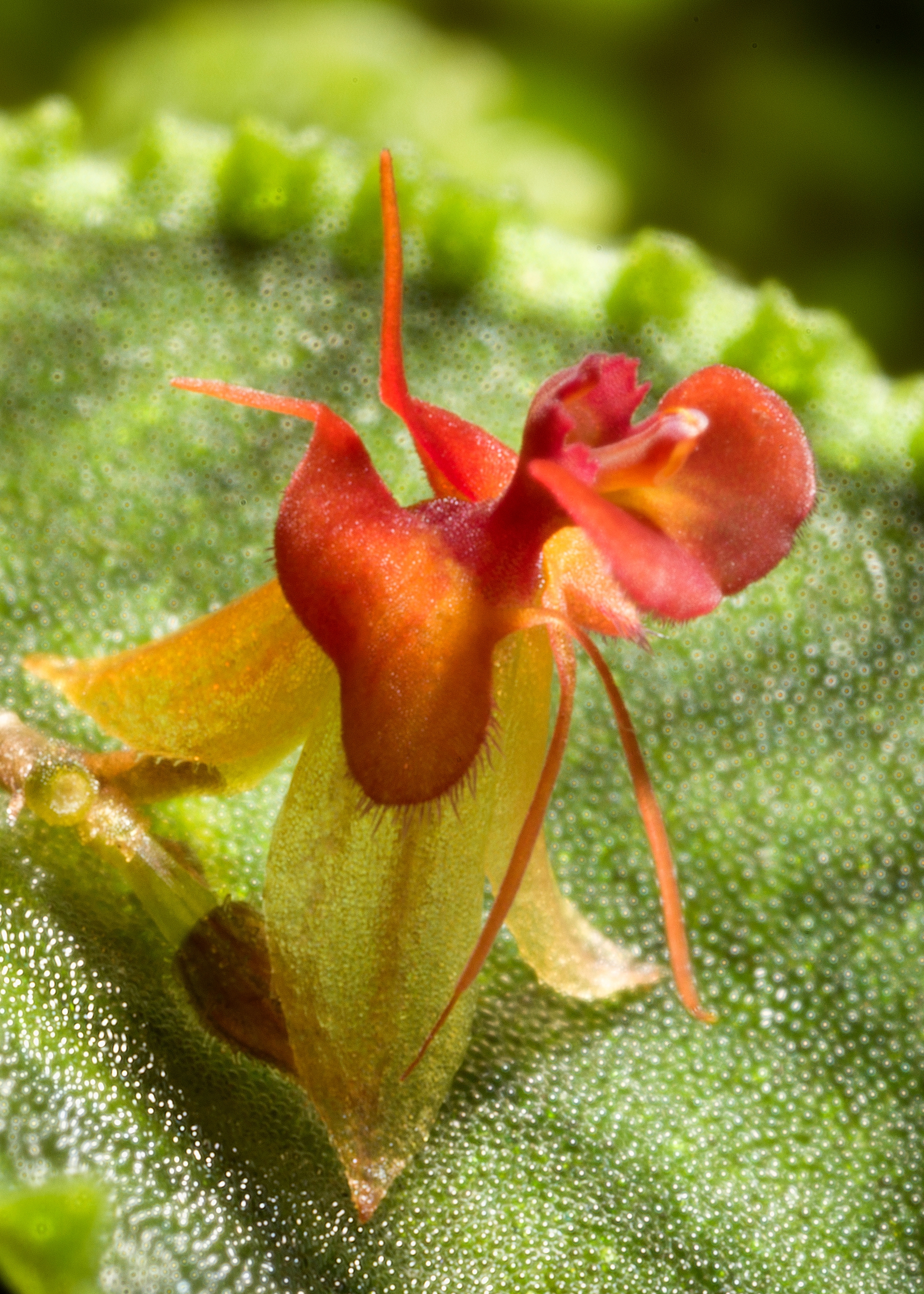
Квітка Lepanthes calodictyon

Lepanthes calodictyon — вид квіткових рослин родини орхідних (Orchidaceae).

## Поширення
Рослина поширена в Еквадорі та Колумбії. Епіфіт. Росте у тропічних гірських дощових лісах на висоті 450—1500 м.